# Turrilatirus
Turrilatirus is een geslacht van weekdieren uit de klasse van de Gastropoda (slakken).

## Soorten
- Turrilatirus craticulatus (Linnaeus, 1758)
- Turrilatirus iris (Lightfoot, 1786)
- Turrilatirus lautus (Reeve, 1847)
- Turrilatirus melvilli (Schepman, 1911)
- Turrilatirus nagasakiensis (E. A. Smith, 1880)
- Turrilatirus sanguifluus (Reeve, 1847)
- Turrilatirus turritus (Gmelin, 1791)